# Oberhundem
Oberhundem is een deel van de gemeente Kirchhundem in het district Olpe in Noordrijn-Westfalen in Duitsland.
Oberhundem ligt aan de Uerdinger Linie, in het traditionele Nederduitse gebied van het dialect Westfaals. Oberhundem ligt in het Sauerland. Er wonen circa duizend mensen in Oberhundem.
Ahe · 
Albaum · 
Alpenhaus · 
Arnoldihof · 
Benolpe · 
Berghof · 
Bettinghof · 
Böminghausen · 
Böminghauser Werk · 
Brachthausen · 
Breitenbruch · 
Haus Bruch · 
Emlinghausen · 
Erlhof · 
Flape · 
Heidschott · 
Heinsberg · 
Herrntrop · 
Hofolpe · 
Kirchhundem · 
Kohlhagen · 
Kruberg · 
Mark · 
Marmecke · 
Oberhundem · 
Rahrbach · 
Rhein-Weser-Turm · 
Rinsecke · 
Rüspe · 
Schwartmecke · 
Selbecke · 
Silberg · 
Stelborn · 
Varste · 
Welschen Ennest · 
Wirme · 
Würdinghausen